# Automolis impura
Automolis impura là một loài bướm đêm thuộc phân họ Arctiinae, họ Erebidae.